# Универсална алгебра
Универсалната алгебра е дял на математиката, който се занимава с изучаването на алгебричните структури сами по себе си, а не, както в много други дялове, конкретни примери на алгебрични структури. В универсалната алгебра, алгебрична структура (или алгебра) се нарича множество А с набор операции действащи върху елементите на А. Най-общо n-арна операция е функция съпоставяща на n елемента от А един-единствен елемент от А.
За основополагащ труд на теорията се счита книгата Трактат върху универсалната алгебра (A Treatise on Universal Algebra), написана от Алфред Уайтхед през 1898. Универсалната алгебра започва съвременното си развитие чак след 1930, когато Гарет Биркхоф започва да публикува статии по темата.